# Albánchez (kommun)
Albánchez är en kommun i Spanien.   Den ligger i provinsen Provincia de Almería och regionen Andalusien, i den sydöstra delen av landet, 400 km söder om huvudstaden Madrid. Antalet invånare är 774. Arean är 35 kvadratkilometer. Albánchez gränsar till Arboleas, Cóbdar, Lijar och Lubrín. 
Terrängen i Albánchez är lite kuperad.